# Holger Karlsson (fotbollsspelare)
Karl Holger "Hogga" Karlsson, född 27 februari 1911 i Gävle, död 8 januari 1989 i Iggesund, var en svensk fotbollsspelare.
Karlsson representerade Gefle IF i Fotbollsallsvenskan 1933/1934 och 1934/1935, och gjorde sammanlagt 40 allsvenska matcher (20 mål) för klubben. 1933 spelade han två A-landskamper (ett mål) för Sverige.